# Алијанц ривијера
Алијанц ривијера (фр. Allianz Riviera), познат и као Стадион Нице (фр. Stade de Nice), мултифункционални је стадион у Ници који се највише користи за фудбалске мечеве ФК Нице. Стадион је био домаћин мечева на Европском првенству 2016. и Светском првенству за жене 2019.

## Европско првенство 2016.
| Датум         | Време | Први тим | Резултат | Други тим     | Коло          | Број гледалаца |
| ------------- | ----- | -------- | -------- | ------------- | ------------- | -------------- |
| 12. јун 2016. | 18.00 | Пољска   | 1 : 0    | Северна Ирска | Група Ц       | 33.742         |
| 17. јун 2016. | 21.00 | Шпанија  | 3 : 0    | Турска        | Група Д       | 33.409         |
| 22. јун 2016. | 21.00 | Шведска  | 0 : 1    | Белгија       | Група Е       | 34.011         |
| 27. јун 2016. | 21.00 | Енглеска | 1 : 2    | Исланд        | Осмина финала | 33.901         |

## Светско првенство за жене 2019.
| Датум         | Време | Први тим  | Резултат           | Други тим  | Коло            | Број гледалаца |
| ------------- | ----- | --------- | ------------------ | ---------- | --------------- | -------------- |
| 9. јун 2019.  | 18.00 | Енглеска  | 2 : 1              | Шкотска    | Група Д         | 13.188         |
| 12. јун 2019. | 21.00 | Француска | 2 : 1              | Норвешка   | Група А         | 34.872         |
| 16. јун 2019. | 15.00 | Шведска   | 5 : 1              | Тајланд    | Група Ф         | 9.354          |
| 19. јун 2019. | 21.00 | Јапан     | 0 : 2              | Енглеска   | Група Д         | 14.319         |
| 22. јун 2019. | 21.00 | Норвешка  | 1 : 1 (пен: 4 : 1) | Аустралија | Осмина финала   | 12.229         |
| 6. јул 2019.  | 17:00 | Енглеска  | 1 : 2              | Шведска    | Меч за 3. место | 20.316         |

## Концерти
| Датум         | Извођач        | Турнеја               | Број гледалаца |
| ------------- | -------------- | --------------------- | -------------- |
| 20. јул 2017. | Селин Дион     | Celine Dion Live 2017 | 30.270         |
| 17. јул 2018. | Бијонсе Џеј-Зи | On the Run II Tour    | 33.662         |